# Geografia Italiei

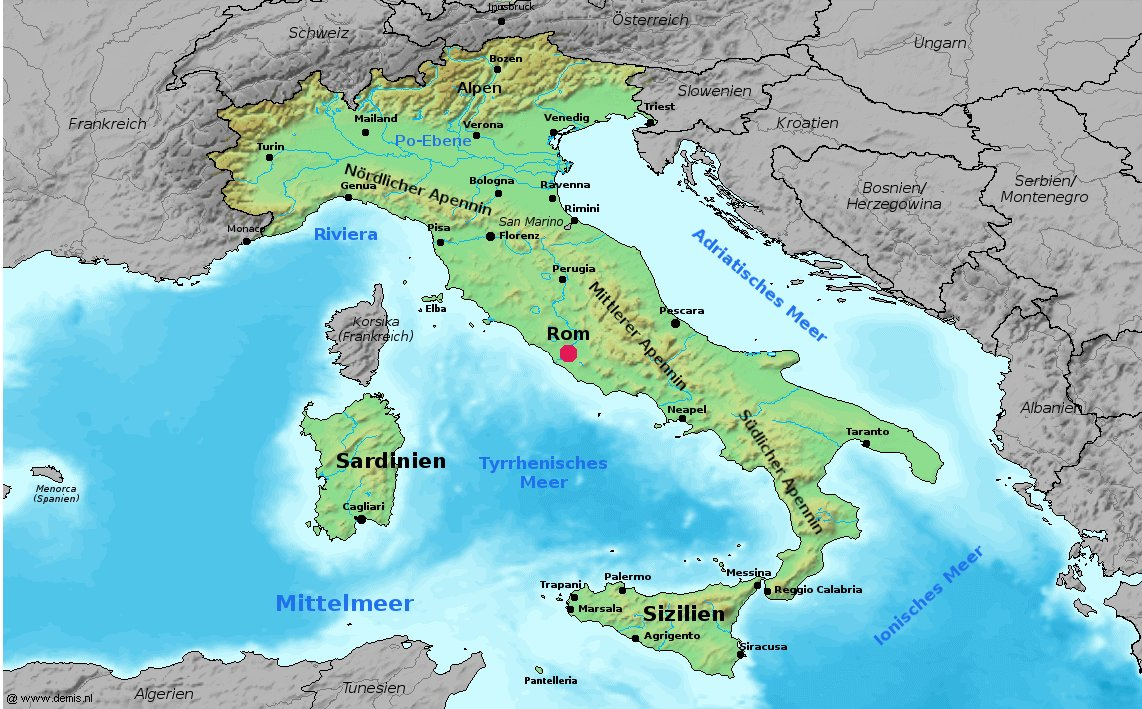
Hartă topografică a Italiei

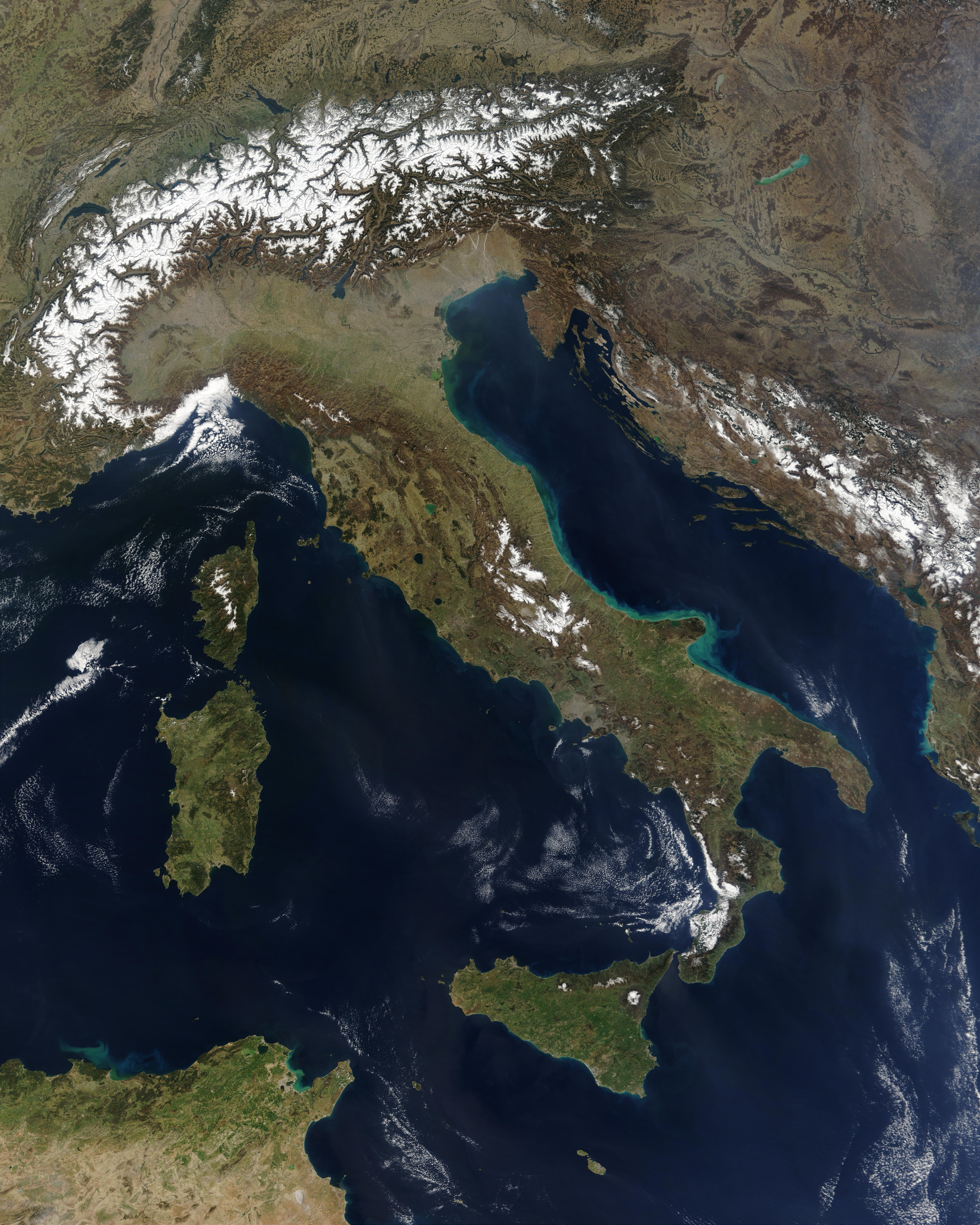
Italia văzută din spațiu

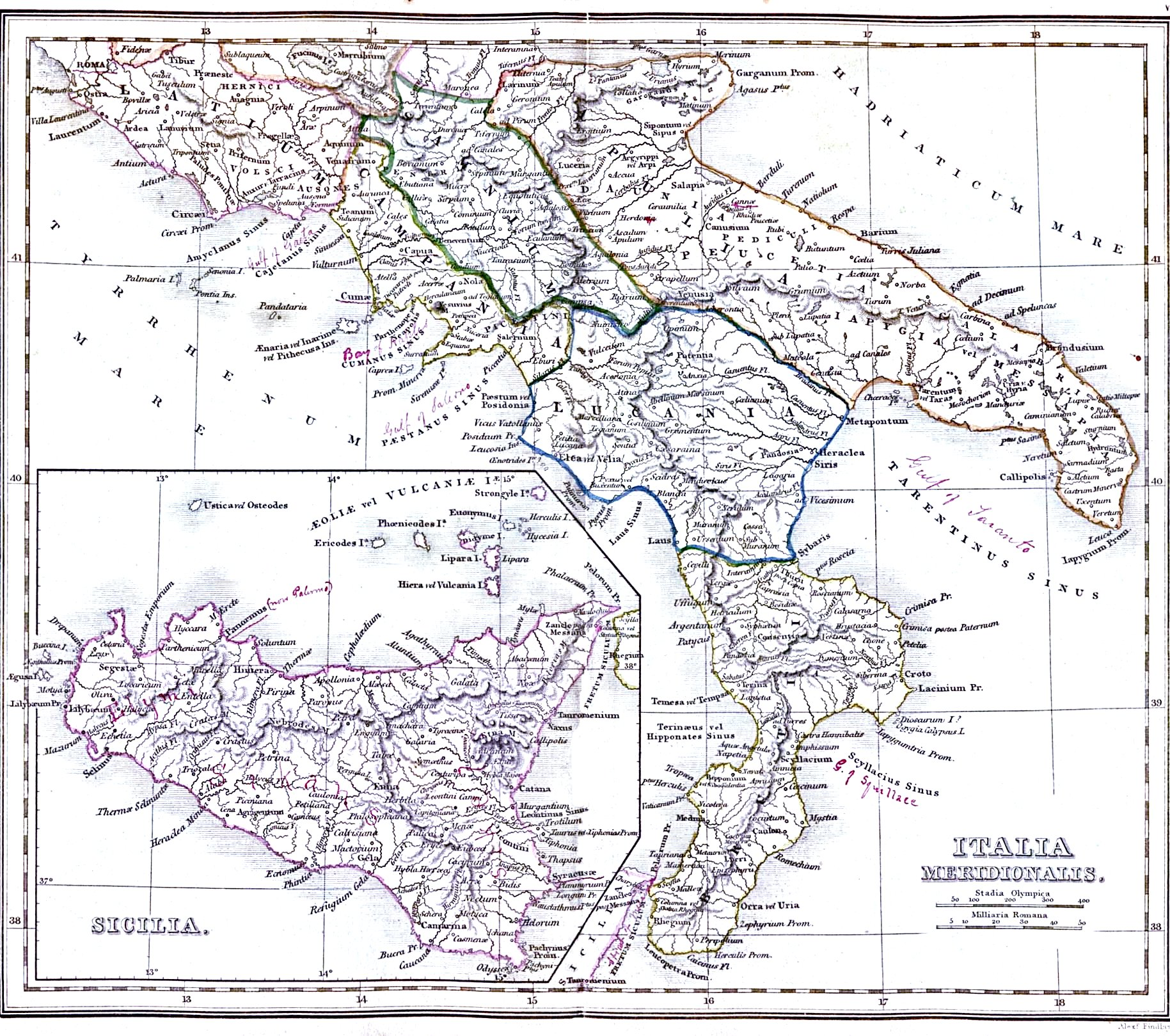
Sudul Italiei și Sicilia reprezentate pe o hartă din 1849

Acest articol descrie geografia Italiei. Italia este un stat suveran european, situat în cea mai mare parte pe Peninsula Italică și cuprinzând și câteva insule la Marea Mediterană, cele mai importante fiind Sicilia și Sardinia. Se învecinează cu Franța la nord-vest, Elveția și Austria la nord și Slovenia la nord-est. De asemenea, înconjoară două enclave independente: San Marino și Vatican, și are și o exclavă înconjurată de Elveția numită Campione d'Italia. Capitala Italiei este Roma. 
Italia constă în principal dintr-o peninsulă (poreclă Stivale-cizma) care se extinde în Marea Mediterană, unde împreună cu două mari insule, Sicilia și Sardinia  (Sardegna), creează diferite compartimente ale mărilor: Marea Adriatică la nord-est, Marea Ionică la sud-est, Marea Tireniană la sud-vest și în final  Marea Ligurică la nord-vest.
Munții Apenini (Monti Appennini) din centrul peninsulei, merg spre est, unindu-se cu Alpii, care apoi formează un arc, închizând Italia în nord. Aici se află și o lagună aluvionară mare, Laguna Pad-Veneția, străbătută de Râul Pad și de mulți afluenți ai săi, care curg dinspre Alpi, Apenini și Dolomiți. 
Alte râuri cunoscute sunt Tibrul (Tevere), Adige și Arno. 
Cel mai înalt vârf al Italiei este Mont Blanc (Monte Bianco) cu  4,807 m, dar Italia este mai ales asociată cu doi faimoși vulcani: acum adormitul Vezuviu (Vesuvio) în apropriere de Napoli și activul Etna în Sicilia.
Teritoriul italian este împărțit in:
- Italia continentală (munții Alpi și Câmpia Padului)
- Italia peninsulară (munții Apenini și câmpiile litorale)
- Italia insulară - Sardinia, Sicilia, Elba și alte mici insule.

## Așezare geografică
În Europa Sudică, o peninsulă care se extinde înspre centrul Mării Mediterane, în nord-estul Tunisiei.
Coordonate geografice42°50′N 12°50′E / 42.833°N 12.833°E
Suprafață
- Total: 301,230 km²

Din care
- Terestră: 294,020 km²
- Marină: 7,210 km²
- Notă: include Sardinia și Sicilia

Granițe terestre
- Total: 1,932.2 km
- Vecini: Austria 430 km, Franța 488 km, Vatican 3,2 km, San Marino 39 km, Slovenia 232 km și Elveția 740 km.

Țărm7,600 km
Pretenții maritime
- Stratul continental: 200 m adâncime sau limită de explorare
- Mare teritorială: 12 mile nautice

Climă

Predominant mediteraneană; alpină în nord; fierbinte, aridă în sud.
Mulțumită extinderii longitudinale a peninsulei și a conformației interne în cea mai mare parte muntoasă, climatul Italiei este foarte diversificat.
În cele mai multe dintre regiunile nordice și centrale interioare, clima variază din subtropical umed la umed continental și oceanic. În general, clima din regiunea geografică Valea Padului este în cea mai mare parte continentală, cu ierni aspre și veri calde.
Zonele de coastă din Liguria, Toscana și cea mai mare parte din regiunea sudică au un climat mediteranean. Condițiile privind zonele de coastă peninsulară pot fi foarte diferite de la zonele cu altitudine mare la văi, mai ales în lunile de iarnă, când la altitudini mai mari tinde să fie rece, umed și cu condiții de ninsoare. Zonele de coastă au ierni blânde, iar verile sunt în general calde și uscate. Temperaturile medii iarna variază de la 0°C în Alpi la 12°C în Sicilia, în timp ce temperaturile medii pe timp de vară variază de la 20°C până la 30°C.
Relief
Majoritar accidentat și muntos; apar și unele câmpii, coasta este joasă.
Resurse naturale
Mercur, marmură, sulf, pește, cărbune, teren arabil
Procent de folosire a pământului
- Teren arabil: 31%
- Culturi permanente: 10%
- Păduri: 23% (estimat în 1993)

Teren irigat
27.100 km² (estimat în 1993)
Riscuri naturale
Riscurile regionale includ alunecări de teren, avalanșe, cutremure, erupții vulcanice, inundații; scufundarea pământului în Veneția.
Mediu — probleme curente
Poluarea aerului prin emisii industriale precum dioxid de sulf; poluarea coastei și a râurilor prin reziduuri industriale și animale; ploaia acidă deteriorează lacurile; tratament inadecvat a resturilor industriale.
Notă geografică
Poziția strategică domină Mediterana și rutele apă/aer dinspre Nordul Africii spre Vestul Europei.